# ساكورا موتوكي
ساكورا موتوكي (اليابانية:元木 咲良؛ من مواليد 20 فبراير 2002) هي لاعبة مصارعة حرة يابانية تتنافس في فئة 62 كجم. فازت بالميدالية الذهبية في مسابقة 62 كجم للسيدات في دورة الألعاب الأولمبية الصيفية 2024 في باريس، فرنسا. والميدالية الفضية والبرونزية العالمية في بلغراد عامي 2023، 2022.

## نشأتها
بدأ ساكورا موتوكي المصارعة في نادي واكو، كطالب في المدرسة الابتدائية، فاز بالعديد من البطولات الوطنية، في السنة الأولى والثانية في مدرسة سايتاما ساكاي الإعدادية، حصل على المركز الثاني في فئة الوزن 37 كجم في بطولة المدارس الإعدادية الوطنية. خلال سنتها الثانية في مدرسة سايتاما ساكاي الثانوية، فازت في بطولة كأس الملكة للناشئين وبطولة العالم للناشئين في فئة الوزن 46 كجم. 
في عام 2020 التحقت بجامعة إيكوي، خلالها نافسة في المصارعة الحرة وفازت في عامها الثاني بكأس الملكة الصغرى في فئة 57 كجم وحصلت على المركز الثاني في بطولة اليابان،  وفي عامها الثالث، فازت بكأس الملكة الصغرى للعام الثاني على التوالي. كما فازت في بطولة اليابان وفازت بمباراة فاصلة ليتم اختيارها لبطولة العالم. كما فازت في بطولة العالم للناشئين. في فئة 59 كجم في بطولة العالم، خسرت بصعوبة 5-6 أمام لاعبة مولدوفية في الدور نصف النهائي، لكنها فازت بالميدالية البرونزية بالتثبيت ضد لاعبة صينية في مباراة تحديد المركز الثالث. في بطولة اليابان تنافست في فئة 62 كجم الأولمبية، وهزمت البطلة الأولمبية يوكاكو كاواي في الدور نصف النهائي وبطلة العالم نونو أوزاكي في النهائي لتفوز بالبطولة. 

## مسيرة الرياضية
وصلت موتوكي إلى نصف نهائي وزن 59 كجم للسيدات في بطولة العالم للمصارعة 2022 في بلغراد، صربيا، بفوزها على التركية إبرو داغباشي في الجولة الأولى بنتيجة 5-0، وعلى أليونا كوليسنيك، المتنافسة عن أذربيجان، في ربع النهائي بنتيجة 6-0. خسرت أمام أنستازيا نيتشيتا من مولدوفا بنتيجة 7-5 في نصف النهائي. وفي مباراة الميدالية البرونزية، فازت بالميدالية البرونزية بفوزها على الصينية تشانغ تشي بتثبيتها، متقدمة بنتيجة 7-0.
في عام 2023، شاركت موتوكي في منافسات وزن 62 كجم للسيدات في بطولة العالم للمصارعة في بطولة العالم للمصارعة 2023التي أقيمت في بلغراد، صربيا، وفازت بالميدالية الفضية. ونتيجة لذلك، حصلت على مكان في حصة اليابان في دورة الألعاب الأولمبية الصيفية 2024.
في عام 2024، فازت بالميدالية الفضية في مسابقة 62 كجم للسيدات في بطولة آسيا للمصارعة 2024 التي أقيمت في بيشكيك، قيرغيزستان. فازت موتوكي بالميدالية الذهبية في مسابقة 62 كجم للسيدات في دورة الألعاب الأولمبية الصيفية 2024 في باريس، فرنسا، بعدما تغلبت على اللاعبة الأوكرانية إيرينا كوليادينكو في مباراة الميدالية الذهبية.

## الإنجازات
| السنة | البطولة                   | الموقع             | النتيجة       | الحدث             |
| ----- | ------------------------- | ------------------ | ------------- | ----------------- |
| 2022  | بطولة العالم              | بلغراد، صربيا      | المركز الثالث | مصارعة حرة 59 كجم |
| 2023  | بطولة العالم              | بلغراد، صربيا      | المركز الثاني | مصارعة حرة 62 كجم |
| 2024  | بطولات آسيا               | بيشكيك، قيرغيزستان | المركز الثاني | مصارعة حرة 62 كجم |
| 2024  | الألعاب الأولمبية الصيفية | باريس، فرنسا       | المركز الأول  | مصارعة حرة 62 كجم |